# Fiat Automobiles
Fiat Automobiles S.p.A. (originalt FIAT, italiensk: Fabbrica Italiana Automobili Torino, dansk: "Italiensk Automobilfabrik Torino") er en italiensk bilproducent der fremstiller biler af mærket Fiat, det er et datterselskab til Fiat S.p.A.. Virksomheden Fiat Automobiles S.p.A., blev skabt i januar 2007, da Fiat reorganiserede sin bilforretning, mens historie kan spores tilbage til 1899 hvor første Fiatbil blev fremstillet.
I 2010 blev der solgt i alt 1.455.650 biler af Fiat-mærket.

## Fiat i Europa
Fiats primære marked er det europæiske, især det italienske. Historisk set har koncernen haft succes med mikrobiler og minibiler. For tiden har Fiat en række modeller inden for disse to segmenter (i 2011 stod disse for 84 % af salget). Fiat tilbyder for tiden ingen store familiebiler eller firmabiler.
Fiatsalget i Europa var i 2011 på 676.704 biler:
| Model         | 2011 Salg |
| ------------- | --------- |
| Fiat Punto    | 220.343   |
| Fiat Panda    | 189.527   |
| Fiat 500      | 156.301   |
| Fiat Linea    | 35.499    |
| Fiat Bravo    | 31.673    |
| Fiat Sedici   | 14.777    |
| Fiat Freemont | 13.651    |
| Fiat Albea    | 8.951     |
| Fiat Idea     | 5.982     |

Lette erhvervskøretøjer sælges i Europa under mærket Fiat Professional.

## Aktuelle modeller
Personbiler
- 500 (2008)
- Panda (2012)
- Grande Punto (2005)
- Punto Evo (2009)
- Bravo (2007)
- Idea (2003)
- Qubo (2008)
- Doblò (2009)

Varebiler
- Fiorino (2007)
- Scudo (2007)
- Ducato (2006)

## Tidligere modeller
- Fiat 124
- Fiat 126
- Fiat 127
- Fiat 128
- Fiat 130
- Fiat 131
- Fiat 132
- Fiat 147
- Fiat 238
- Fiat 241
- Fiat 242
- Cinquecento (1991-1998)
- X1/9 (1972-1989)
- Seicento (1998-2010)
- Uno (1983-1995)
- Ritmo (1978-1988)
- Regata (1983-1989)
- Panda (1980−2003)
- Panda (2003−2012)
- Punto (1993-1999)
- Punto (1999-2006)
- Tipo (1988-1995)
- Tempra (1990-1996)
- Marengo (1979-2001)
- Dino (1966-1973)
- Duna (1987-2000)
- Bravo (1995-2001)
- Brava (1995-2001)
- Argenta (1981-1986)

- Stilo (2001-2010)
- Marea (1996-2002)
- Croma (1985-1996)
- Croma (2005-2010)
- Coupé (1994-2000)
- Fiat 509
- Fiat 600
- Fiat 850
- Fiat 1200
- Fiat 1500